# Microorganisme
Els microorganismes o cèl·lules microbianes, com a terme més ampli, són compartiments vius que interaccionen amb l'entorn i altres cèl·lules de forma dinàmica. Aquest terme utilitza les formes combinades de micro- (del grec μικρός, mikrós, ‘petit') i «organisme’ (del grec οργανισμός, organismós, ‘organisme’); microbi és un sinònim informal.

## Descripció
La microbiologia és la ciència encarregada d'estudiar-los, principalment se centra en els bacteris, un grup de cèl·lules que tenen especial rellevància pràctica com es desenvoluparà al llarg de l'article. Aquesta ciència va començar amb les observacions al microscopi d'Antonie van Leeuwenhoek el 1670; però la vida dels humans ha estat des dels orígens estretament relacionada amb els microorganismes; tant pels beneficis que proporcionen, per exemple en l'àmbit alimentari, com per ser els responsables d'importants malalties i plagues.
Els microorganismes són tant petits que no s'aprecien a ull nu, cal l'ajuda d'un microscopi òptic o microscopi electrònic. En general, el terme es fa servir per referir-se a qualsevol sistema biològic unicel·lular, tot i que alguns tipus de cèl·lules aïllades poden arribar a ser visibles a simple vista, i que de fet molts microorganismes poden formar colònies que també són visibles. Gairebé la majoria dels microorganismes són procariotes perquè no tenen nucli, però també n'hi ha d'eucariotes. Es classifiquen en tres dominis Archea, Bacteria i Eukarya.
Des del punt de vista taxonòmic, hi ha molts tipus diferents de microorganismes. Els bacteris i arqueus són gairebé sempre microscòpics, i també la majoria de protists. Fins i tot entre els fongs hi ha microorganismes.
Els microbis representen al voltant d'un terç de la biomassa terrestre, tan sols s'han descrit unes 8.000 espècies microbianes de les aproximadament 3.000.000 que es calcula que existeixen, segons Loveland-Curtze.
Els microorganismes es troben arreu a la natura, incloent molts hàbitats amb condicions extremes d'humitat, temperatura o pressió: fons oceànics, deserts, gèisers, l'Antàrtida, etc. Es coneixen alguns microbis que són capaços de resistir força temps al buit, i d'altres d'extremadament resistents a la radioactivitat. També existeixen organismes que són capaços de resistir temperatures (altes i baixes) extremes i concentracions de sal molt elevades. Aquest tipus de microbis, normalment bacteris i arqueus s'anomenen extremòfils.
Els microorganismes també interaccionen amb la majoria d'organismes multicel·lulars. Fins i tot el cos humà és ple de microorganismes que no són perjudicials, o que fins i tot són beneficiosos. També hi ha molts tipus de microbis que poden produir malalties (patògens). D'altres microorganismes s'aprofiten en molts processos biotecnològics: fermentació del pa, producció de begudes alcohòliques, purificació d'aigües residuals, etc.